# Piñango (Piñango)
Pour les articles homonymes, voir Pinango.
Piñango est la capitale de la paroisse civile de Piñango de la municipalité de Miranda dans l'État de Mérida au Venezuela.

## Hommages
Le nom de la capitale a donné l'épithète au nom binominal de l'espèce de d'amphibiens de la famille des Bufonidae, Atelopus pinangoi qui y a été découverte. C'est également à proximité que se rencontre une autre espèce Aromobates walterarpi.